# Jangama Kannasandra, Mulbagal
Jangama Kannasandra là một làng thuộc tehsil Mulbagal, huyện Kolar, bang Karnataka, Ấn Độ.